# معتمدية أكودة
معتمدية أكودة إحدى معتمديات الجمهورية التونسية، تابعة لولاية سوسة.

## المجلس البلدي للأطفال
يتركب المجلس البلدي للأطفال باكودة من 16 عضوا من بينهم:
-رئيس
-مساعد أول
-04 مساعدين
-10 مستشارين
يبدي المجلس البلدي للأطفال بأكودة خلال مداولاته اقتراحاته في المسائل المتعلقة بالأطفال بالمنطقة البلدية وخاصة منها ما يتصل بـ:
-النظافة والعناية بالبيئة بالمؤسسات التربوية والأحياء
-الرياضة والثقافة والترفيه
-التضامن والتآزر
-الإعلام والتوعية والتحسيس

## المجلس البلدي
تركيبة المجلس البلدي:
طبقا للقانون الأساسي للبلديات عدد 33 لسنة 1975 المؤرخ في 14 ماي 1975 المنقح والمتمم بالقانون الأساسي عدد 48 لسنة 2006 المؤرخ في 17 جويلية 2006 الذي يضبط تركيبة المجالس البلدية٬ يتركب المجلس البلدي باكودة من 16 عضوا:
-الرئيس
-المساعد الأول
-كاهية الرئيس
-أربع مساعدين
-تسع مستشارين
وينتخب المجلس من طرف المتساكنين لفترة نيابية تدوم 5 سنوات.

## الموقع الجغرافي
أكودة واحدة من مدن ولاية سوسة، تفتح ذراعيها للمتوسط تحضنه تاريخا وجغرافيا، حضارة وإبداعا، لم تفتأ تخط في سجل الشموخ انتماءها العريق لثراء الحضارة التونسية ونسبها الوثيق بصنع الضياء، منذ كانت واحدة من قلاع «إيتيكودا» الفينيقية ثم «قيرزا» كما سماها القرطاجيون.
تقع أكودة على مسافة 7 كلم من مدينة سوسة و 135 كلم من العاصمة التونسية و 30 كلم من مطار النفيضة 
و 20 كلم من مطار المنستير.
تطل مدينة أكودة على ساحل البحر الأبيض المتوسط عبر واجهة طولها 6 كلم وتحاذي المدينة السياحية ديار البحر ومرسى القنطاوي.

## أهم المنشآت
.المركز الفني للفلاحة البيولوجية-
- المركز القطاعي للتكوين الفلاحي.
- المعهد العالي للعلوم الفلاحية.
- قرية الأطفال SOS.
- دار الثقافة 18 جانفي.

## المواقع السياحية
تتميز مدينة أكودة بصبغتها السياحية حيث تطل على البحر الأبيض المتوسط ويبلغ طول الشريط الساحلي للمدينة 2000 مترا ويعرف شاطئها ذو الرمال الذهبية بشاطئ الطنطانة وقد تم تهيئة هذا الشاطئ وتركيز عديد التجهيزات الحضرية به تتمثل أساسا في وحدات صحية وشمسيات وكراسي استراحة. كما يوجد بمدينة أكودة عدد 04 وحدات فندقية والعديد من المقاهي صنف 2 وصنف 3 والمطاعم السياحية بالإضافة إلى عديد الخدمات السياحية كالجولات الترفيهية على ظهور الجمال والجياد والعربات التي تجرها الخيول والدراجات النارية ذات الأربع عجلات ولا ننسى الألعاب البحرية من مناطيد وزوارق ودراجات مائية
1. 1 2 3 4 5 6  "المناطق الترابية (العمادات) حسب الولايات والمعتمديات". اطلع عليه بتاريخ 2024-11-30.